# Thống đốc New York
Thống đốc bang New York là người đứng đầu chính phủ tiểu bang New York của Hoa Kỳ. Thống đốc là người đứng đầu nhánh hành pháp của chính quyền bang New York và là tổng tư lệnh các lực lượng quân sự và hải quân của tiểu bang.
Thống đốc hiện tại là Kathy Hochul, thành viên đảng Dân chủ, nhậm chức từ ngày 24 tháng 8 năm 2021.